# The Evacuees
The Evacuees é um telefilme britânico de 1975 dirigido por Alan Parker com Steven Serember, Gary Carp, Maureen Lipman e Margery Mason nos papéis principais.

## Sinopse
No início da Segunda Guerra Mundial, dois irmãos judeus de Manchester são enviados por seus pais para viver em Blackpool para escapar dos bombardeios nazistas, mas a sua família adotiva se revela totalmente insensível às suas necessidades.

## Elenco
- Margery Withers ... Grandma Miller
- Ian East ... Mr. Goldstone
- Gary Carp ... Danny Miller
- Aubrey Edwards ... Wilhelm Schwartz
- Michael Marcus ... Cyril Winkler
- Paul Besterman ... Sidney Zuckerman
- Steven Serember ... Neville Miller
- Laurence Cohen ... Merton
- Ray Mort ... Louis Miller
- Maureen Lipman ... Sarah Miller
- Bob West ... operário
- Margery Mason ... Mrs. Graham